# Селективна агрегація вугілля
Селекти́вна агрега́ція вугі́лля (англ. selective aggregation of coal; нім. selektive Aggregatbildung f der Kohle) — комплекс технологічних процесів розділення (збагачення) вугільних шламів шляхом вибіркової флокуляції (агломерації) вугілля за допомогою реагентів і відокремлення його від неагрегованого високозольного залишку. Полягає у структуруванні тонко- і полідисперсної вугільної фази у водному середовищі реагентами. Розрізняють селективну агрегацію вугілля:
- електролітами (наприклад, карбонатами, тетраборатом, оксалатом, пірофосфатом, триполіфосфатом, гексаметафосфатом натрію, полісилікатом натрію);
- полімерними сполуками (поліспиртами, поліетерами, поліамідами, поліакриламідами, латексами тощо) та маслами.

Флокульований продукт та агломерат виділяють у концентрат флотацією або гравітаційними методами, наприклад, на відсаджувальних центрифугах.